# 阿爾訥山
47°2′54″N 12°13′0″E / 47.04833°N 12.21667°E

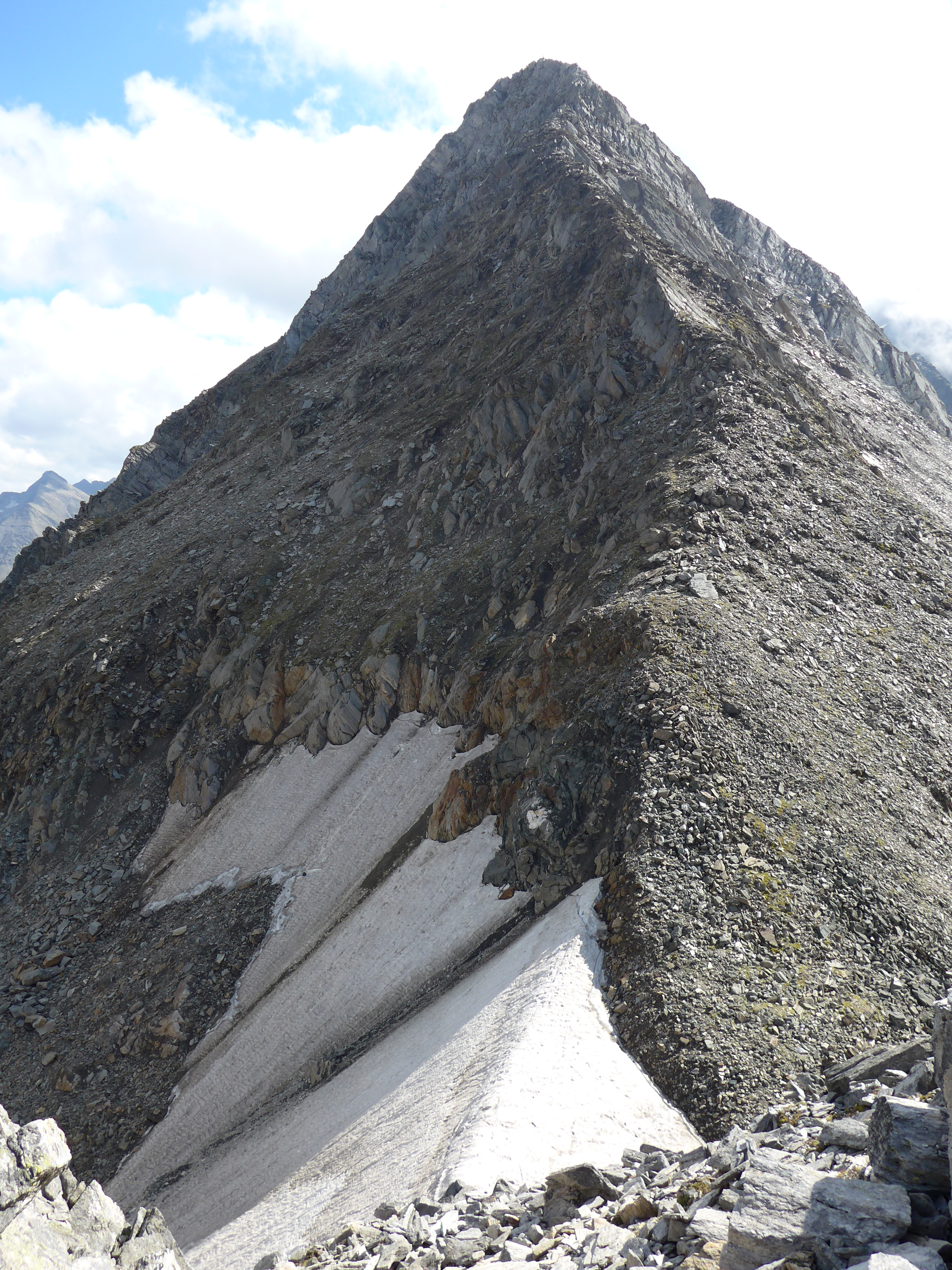

阿爾訥山（德語：Ahrner Kopf），是南歐的山峰，位於奧地利和意大利接壤的邊境，屬於維內迪傑山脈的一部分，海拔高度3,051米，每年平均降雨量1,874毫米。